# NGC 2552
NGC 2552 ist eine leuchtschwache Balken-Spiralgalaxie mit aktivem Galaxienkern vom Hubble-Typ SBm im Sternbild Luchs am Nordsternhimmel. Sie ist schätzungsweise 25 Millionen Lichtjahre von der Milchstraße entfernt und hat einen Durchmesser von etwa 25.000 Lj.

Gemeinsam mit NGC 2500, NGC 2537, NGC 2541, NGC 2681 und NGC 2841 bildet sie die NGC 2841-Galaxiengruppe.
Das Objekt wurde am 9. März 1788 von dem deutsch-britischen Astronomen Wilhelm Herschel entdeckt.